# Faste omkostninger
De faste omkostninger (FO) er den del af omkostningerne, som er uafhængige af produktionens størrelse, eller for en handelsvirksomheds tilfælde uafhængige af salgets størrelse. Eksempler: husleje, belysning, opvarmning af lokaler, løn til kontorpersonale.
Mange typer af faste omkostninger er i virkeligheden springvis faste omkostninger. Hvis en produktionsvirksomhed er nødt til at leje en ny bygning for at øge produktionen, vil der således ske et spring i virksomhedens faste omkostninger.
| Økonomi | Spire Denne artikel om økonomi er en spire som bør udbygges. Du er velkommen til at hjælpe Wikipedia ved at udvide den. |